# Konstantinos Paspatis
Khios "Konstantinos" Paspatis (græsk: Κωνσταντίνος Πασπάτης; født 5. juni 1878 i Liverpool, død 14. marts 1903 i Athen), også kendt som Constantine George Paspatis,  var en græsk forretningsmand og tennisspiller, som deltog i de første moderne olympiske lege i Athen i 1896.
Paspatis stillede ved OL 1896 op i single og herredouble. I single vandt han begge sine kampe i indledende pulje, men i semifinalen tabte han til briten John Pius Boland, som senere vandt finalen. Der blev ikke spillet nogen kampe om tredjepladsen, så de tabende semifinalister, Paspatis og Momcsilló Tapavicza fra Ungarn, delte tredjepladsen. I herredouble spillede han sammen med Evangelos Rallis, og de tabte i første runde til landmændene Demetrios Petrokokkinos og Dionysios Kasdaglis, og da kun fem par stillede op endte de på en delt fjerdeplads.
Paspatis var svoger til Fronietta Paspati, der også spillede tennis, og fætter til Demetrios Petrokokkinos. Hans familie var beskæftiget inden for forretningsverdenen og stammede fra Chios, men bosatte sig i Liverpool og skabte sig en formue. Konstantinos Paspatis arbejdede i en bank og boede i et stort gods i Liverpool.